# Miejsce Pamięci Berlin-Hohenschönhausen

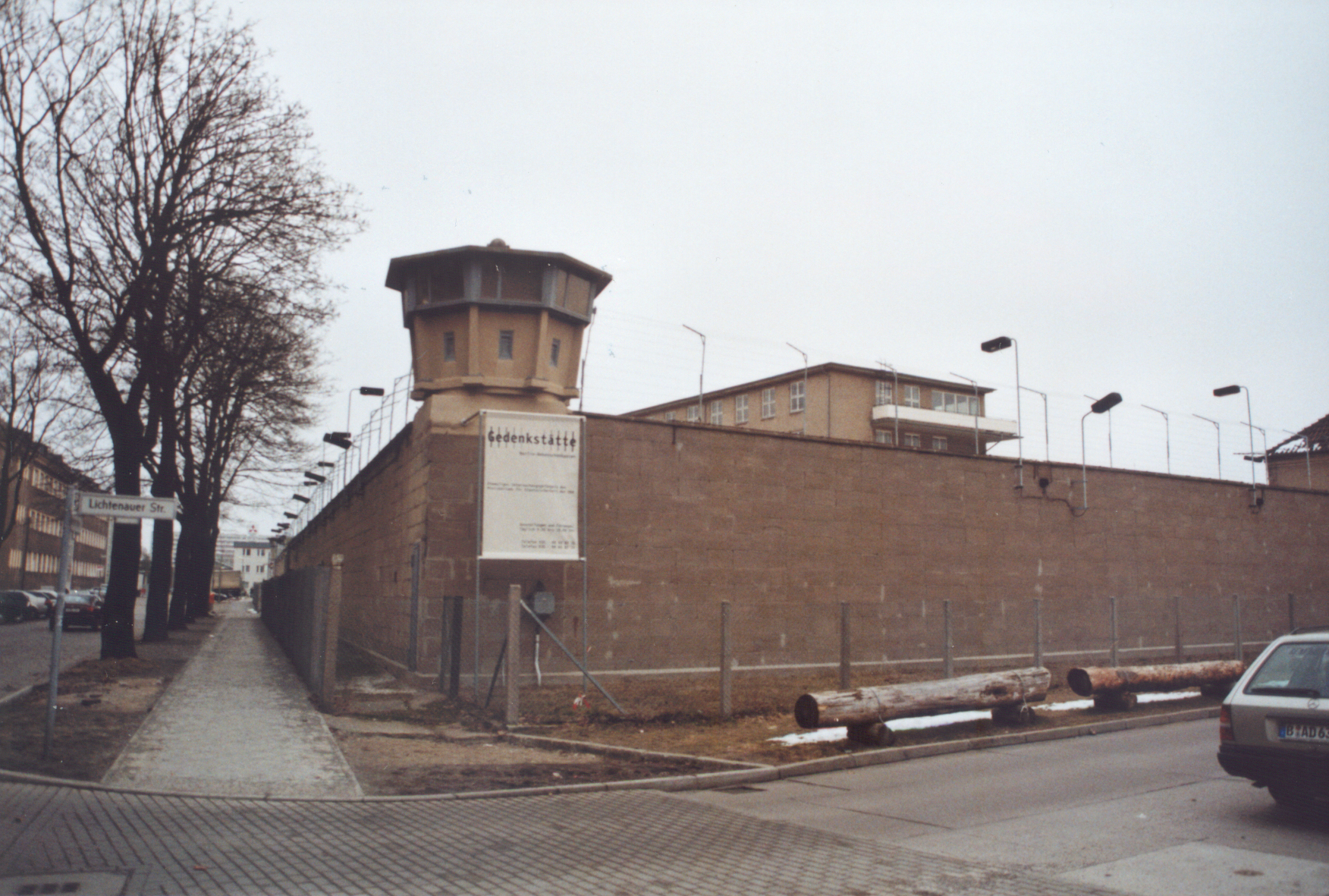
Widok ogólny więzienia

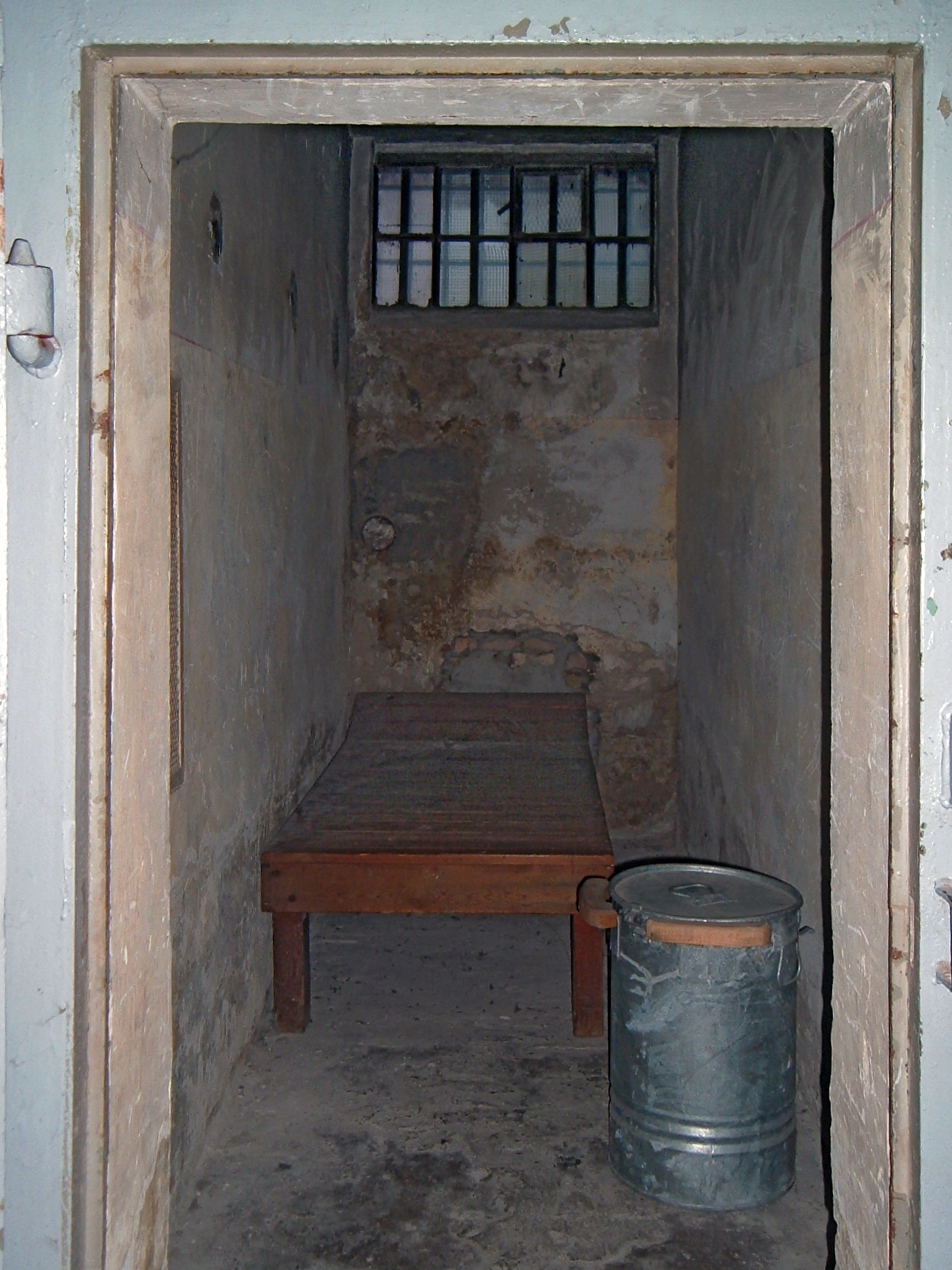
Cela więzienna

Miejsce Pamięci Berlin-Hohenschönhausen (niem. Gedenkstätte Berlin-Hohenschönhausen) jest muzeum otwartym w 1994 w budynku byłego centralnego więzienia śledczego Ministerstwa Bezpieczeństwa Państwowego (Ministerium für Staatssicherheit – MfS). Znajduje się przy Genslerstraße 66 w Alt-Hohenschönhausen, od 2001 wchodzącej w skład dzielnicy Berlin-Lichtenberg.
W czasie II wojny światowej na tym terenie znajdował się obóz dla jeńców wojennych. W okresie lat 1945–1946, mieścił się sowiecki obóz dla internowanych pod nazwą „Obóz Specjalny Nr 3" (Speziallager Nr. 3), a następnie po kilku latach – centralne radzieckie więzienie śledcze w Niemczech. Po powstaniu NRD (w latach 1951–1990) Ministerstwo Bezpieczeństwa Publicznego wykorzystywało obiekt jako centralny areszt śledczy. Główny budynek zbudowano w latach 1960–1961.
Elementem ekspozycji jest wagon więźniarka, nazywana „Grotewohl-Express”.

## Centralne więzienie śledcze Ministerstwa Bezpieczeństwa Państwowego
Areszt Śledczy (Untersuchungshaftanstalt) w Berlinie-Hohenschönhausen było jednym z 17 tego rodzaju miejsc odosobnienia w NRD. Na zamkniętym terenie na którym się znajdowało, mieściło się też cały szereg komórek organizacyjnych resortu, łącznie ok. 4100 funkcjonariuszy:
- Pion Techniki Operacyjnej (Operativ-Technischer Sektor – OTS), 1.131 funkcj., szef gen.-por. Günter Schmidt,
- Główny Wydział Dochodzeniowo-Śledczy (HA IX Hauptabteilung, Ermittlungsabteilung) wraz z archiwum przestępców wojennych, 484 funkcj., szef gen.-mjr. dr Rolf Fister,
- Wydział Więziennictwa (XIV Abteilung, Haftabteilung), 255 funkcj., szef płk dr Siegfried Rataizick,
  - Areszt Śledczy (Untersuchungshaftanstalt – UHA I) Hohenschönhausen, kpt. Peter Parke,
- Wydział Uzbrojenia i Służby Chemicznej (Abteilung Bewaffnung/Chemischer Dienst – BCD), 176 funkcj., szef płk Erich Schwager,
- XXII Główny Wydział (Hauptabteilung XXII) – lewicowo-ekstremistyczne organizacje terrorystyczne, walka z terroryzmem, 878 funkcj., szef płk dr Franz Horst
- XVII Grupa Robocza (Arbeitsgruppe XVII), 308 funkcj., szef płk Horst Janssen,
- część Zarządu Służby Administracyjnej (Verwaltung Rückwärtige Dienst – VRD),
  - sklep dla funkcjonariuszy
- wydział wywiadu elektronicznego Głównego Zarządu Wywiadowczego (Hauptverwaltung Aufklärung – HVA),
- Szpital Więzienny (Haftkrankenhaus) Centralnej Służby Medycznej (Zentraler Medizinischer Dienst – ZMD), 28 funkcj., szef ppłk dr Herbert Vogel.

Około 4 km na południe od muzeum znajduje się główny kompleks Stasi w Berlinie (około 8000 funkcjonariuszy), mieszczący siedzibę b. Ministerstwa Bezpieczeństwa Publicznego, znane obecnie jako Muzeum Stasi.

## Znani więźniowie
- Georg Dertinger – pierwszy minister spraw zagranicznych NRD (CDU), więziony 1953-1954
- Max Fechner(inne języki) – minister sprawiedliwości NRD, więziony 1953-1955
- Karl Hamann – współprzewodniczący Liberalno-Demokratycznej Partii Niemiec, poseł Izby Ludowej, minister handlu i aprowizacji NRD, więziony 1952-1954
- Paul Merker(inne języki) – członek Biura Politycznego, sekretarz KC SED, więziony 1952-1953
- Kurt Wünsche – minister sprawiedliwości NRD, więziony 1953
- Rudolf Bahro – dysydent, więziony 1977-1979
- Jürgen Fuchs(inne języki) – pisarz, więziony 1976-1977